# کسنیا افانسیه‌وا
کسنیا افانسیه‌وا (به انگلیسی: Ksenia Afanasyeva) ژیمناست زادهٔ ۱۳ سپتامبر ۱۹۹۱ میلادی اهل کشور روسیه است.